# Vasili Stásov

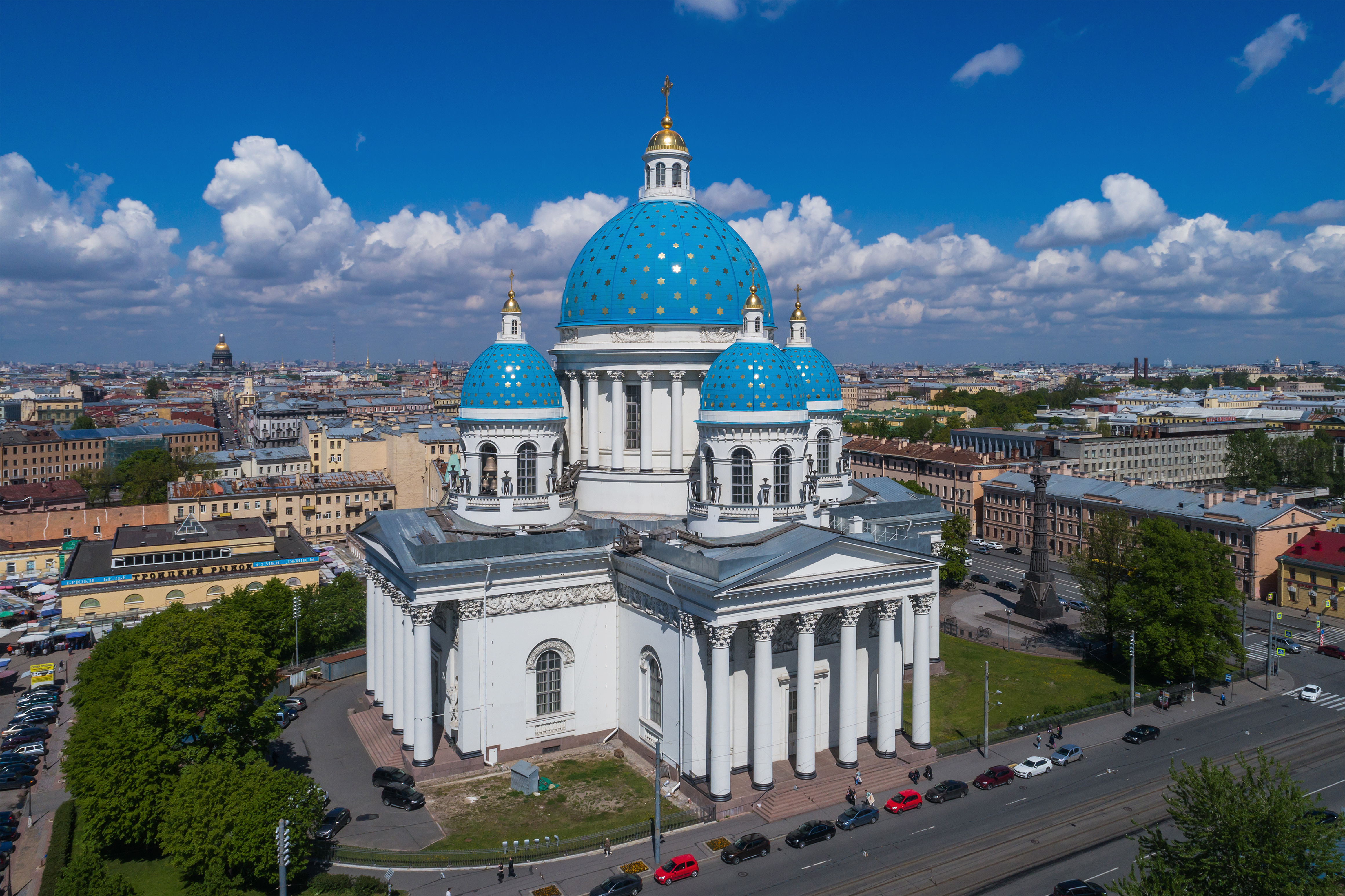
Catedral de la Santa Trinidad de San Petersburgo.

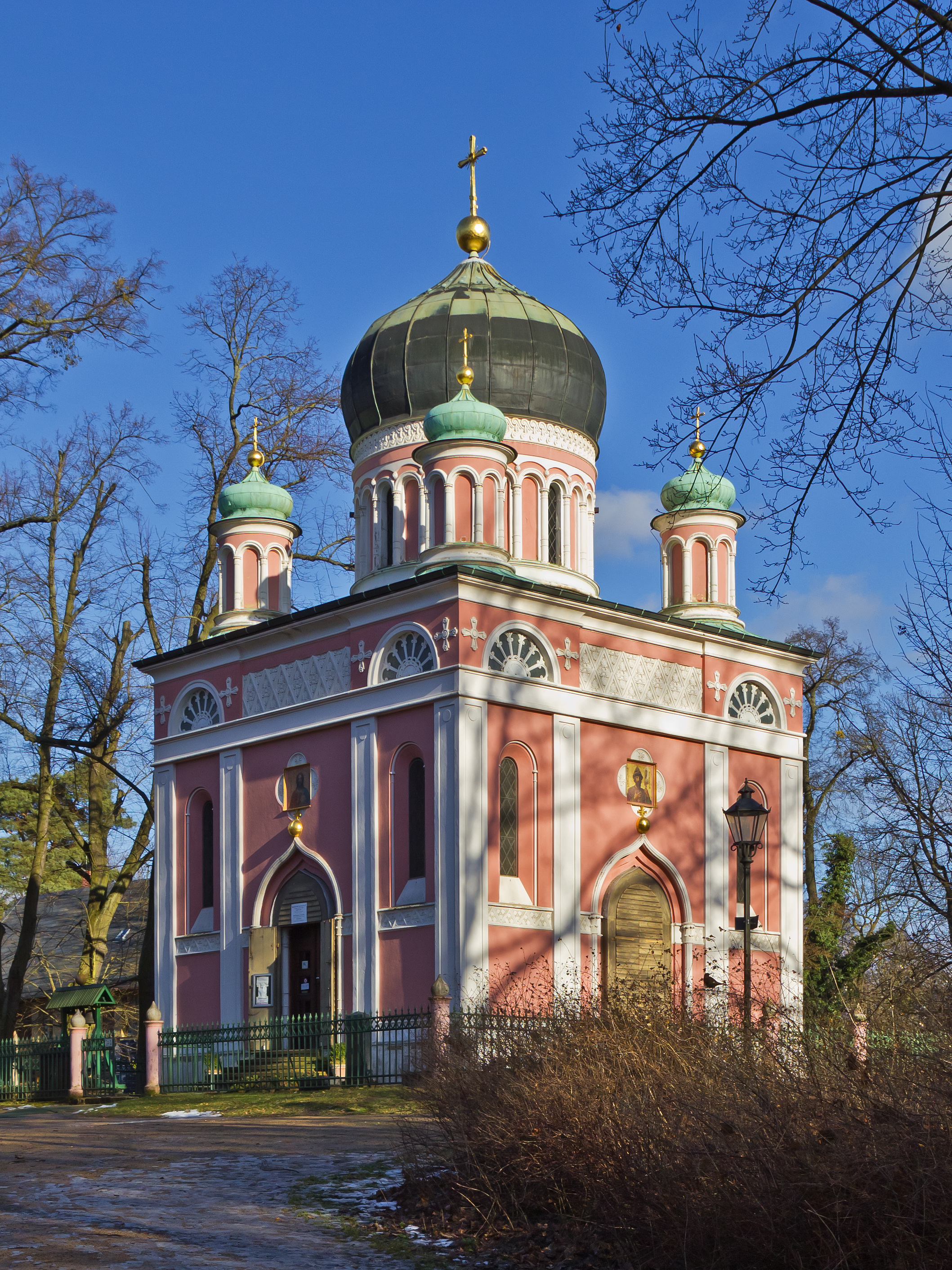
La iglesia de Aleksandr Nevski en Potsdam.

Vasili Petróvich Stásov (en ruso: Василий Петрович Стасов, 1769-1848) fue un arquitecto ruso. Fue el padre del crítico de teatro Vladímir Stásov (1824-1906) y la feminista Nadezhda Stásova (1822-1895), así como abuelo de la política Elena Stásova (1873-1966).

## Obra
Vasili Stásov viajó por Francia e Italia, donde se convirtió en académico de la Academia de San Lucas en Roma. A su regreso a Rusia fue elegido para la Academia Imperial de las Artes (1811). Entre sus primeras obras, debe mencionarse la finca Grúzino cerca de Nóvgorod que fue construida para el conde Alekséi Arakchéyev en los años 1810 y luego completamente destruida durante la Segunda Guerra Mundial. 
En la elaboración de directrices para otros arquitectos, Stásov defendió que incluso el más trivial de los edificios, cuarteles, almacenes, establos debía tener un aspecto imponente y monumental. Trabajó para embellecer Tsárskoye Seló, donde diseñó el famoso Liceo Pushkin y la fantasiosa villa china. Después del gran incendio de 1820, se le confió la remodelación al estilo neoclásico de algunas salas del palacio barroco Catherine. 
Una de los primeros encargos importantes de Stásov en la capital fueron las catedrales de El Salvador y la Trinidad para los regimientos de la Guardia Imperial de Rusia. La decoración interior de la convento Smolny también fue realizada por él.
Stásov fue el precursor del revival ruso en el periodo de Nicolás I, con su iglesia de Aleksandr Nevski en Potsdam (1826, complementando su proyecto Aleksándrovka en este suburbio de Berlín, Russische Kolonie Alexandrowka) y la Iglesia de los Diezmos en Kiev (1828). Este último, un pesado edificio con características bizantinas y rusas, se erigió en el lugar de la primera iglesia de Rus de Kiev en la que se encontraban las reliquias de San Vladímir, hasta su destrucción por los bolcheviques en la década de 1930. 
Durante el reinado de Nicolás I, Stásov diseño el Arco de Triunfo de Moscú y el Arco de Triunfo de Narva en San Petersburgo y el actual Palacio Presidencial de Vilnius. 
En 1833, los cosacos de Siberia le solicitaron la construcción de una gran catedral en Omsk. Su último trabajo de importancia fue la decoración de las salas del Palacio de Invierno después de los incendios de 1837.